# Dorothy Ashby
Pour les articles homonymes, voir Ashby.
Dorothy Ashby est une harpiste et compositrice de jazz américaine.
Avec Alice Coltrane, Dorothy Ashby a popularisé l'usage de la harpe dans le jazz, prouvant que cet instrument pouvait convenir au bebop aussi bien que le saxophone.
Bien que principalement jazz-woman, elle a intégré le rhythm and blues ou la World music, principalement durant les années 1970, comme sur l'album The Rubaiyat of Dorothy Ashby, sur lequel elle démontre également sa maîtrise du Koto.

## Biographie
Née Dorothy Jeanne Thompson en 1930 ou 1932, elle grandit à Detroit entouré des musiciens de jazz entourant son père, le guitariste Wiley Thompson, qu'elle accompagne très tôt au piano. Elle étudie à la Cass Technical High School, où elle croise Donald Byrd, Gerald Wilson et Kenny Burrell. Elle y joue de nombreux instruments, dont le saxophone et la contrebasse, avant d'arriver à la harpe. Elle étudie le piano à l'Université de Wayne State de Detroit.
Elle joue du piano dans les clubs de jazz de Detroit. En 1952, elle décide de faire de la harpe son instrument principal, malgré les doutes des autres musiciens, qui considéraient cet instrument comme un instrument surtout classique. Elle joue dans des bals et des mariages avec son trio. Elle enregistre avec Ed Thigpen, Richard Davis ou Frank Wess à la fin des années 1950 et au début des années 1960. Dans les années 1960, elle anime une émission de radio à Detroit.
Son trio, avec son mari John Ashby à la batterie, se produit régulièrement aux États-Unis et enregistre plusieurs albums. Elle joue avec Louis Armstrong et Woody Herman. En 1962, DownBeat la classe parmi les meilleurs musiciens de jazz. Elle travaille pour la compagnie de théâtre fondée par son mari, The Ashby Players, important dans la communauté noire de Detroit. Elle compose de la musique et des paroles pour des comédies musicales. Il existe peu d'enregistrements de ces compositions. Les Ashby Players lanceront de nombreux acteurs, dont Ernie Hudson.
À la fin des années 1960, elle arrête de tourner et s'installe en Californie, où elle enregistre beaucoup en studio. Sur son album The Rubaiyat of Dorothy Ashby (1970), elle joue également du koto.
Dans les années 1970, le chanteur Bill Withers la présente à Stevie Wonder, et elle enregistre avec Diana Ross, Dionne Warwick, Barry Manilow, Stanley Turrentine, Freddie Hubbard, Billy Preston, Bobby Womack ou Earth, Wind and Fire.
En 1984 paraît Django/Misty, album sur lequel elle joue ses compositions ainsi que d'autres de Thelonious Monk, Richard Rodgers ou Erroll Garner. La même année elle enregistre le Concerto d'Aranjuez.
Elle meurt d'un cancer le 13 avril 1986 à Santa Monica.

## Hommages
The High Llamas a enregistré une chanson intitulée Dorothy Ashby sur leur album Can Cladders (2007). Elle a été samplée plusieurs fois par des musiciens de Hip-hop, dont Jurassic 5 ou Andre Nickatina.

## Discographie

### En tant que leader
- 1957 : The Jazz Harpist
- 1958 : In a Minor Groove (Prestige)
- 1958 : Hip Harp
- 1961 : Soft Winds (Jazzland)
- 1962 : Dorothy Ashby
- 1965 : The Fantastic Jazz Harp of Dorothy Ashby
- 1968 : Afro Harping
- 1969 : Dorothy's Harp
- 1970 : The Rubaiyat of Dorothy Ashby
- 1984 : Django/Misty (Philips Records)
- 1984 : Concierto de Aranjuez (Philips)

### En tant que sidewoman
- 1975 : Fancy Dancer, avec Bobbi Humphrey
- 1975 : Adventures in Paradise de Minnie Riperton
- 1976 : Metamorphosis, avec Wade Marcus
- 1976 : Songs in the Key of Life, avec Stevie Wonder
- 1977 : Tone Tantrum, avec Gene Harris
- 1977 : Bundle of Joy, avec Freddie Hubbard
- 1977 : Warm and Sonny, avec Sonny Criss
- 1979 : Late at Night, avec Billy Preston
- 1981 : The Poet, avec Bobby Womack
- 1984 : The Source, avec Osamu Kitajima